# Terror Háza Múzeum
Terror Háza Múzeum, vertaald: Museum Huis van de Terreur is sinds 24 februari 2002 een museum in Boedapest. In het museum worden de wandaden uit het fascistische en communistische tijdperk getoond die in Hongarije begaan werden. Het museum werd opgericht onder de centrumrechtse regering van Viktor Orbán in een voormalig gebouw van de veiligheidsdienst ÁVH.

## Gebouw
In december 2000 kocht het openbaar fonds voor onderzoek naar de geschiedenis en maatschappij van centraal en oostelijk Europa het gebouw met als doel er een museum in onder te brengen dat als herinnering zou fungeren voor de bloedige repressieve periodes die Hongarije onder het fascisme en het communisme doormaakte.
Het gebouw werd zowel buiten als binnen volledig gerenoveerd. Het volledige ontwerp en het eindresultaat van de expositiehal, alsook de buitengevel zijn het werk van Attila Kovács. De architecten János Sándor en Kálmán Újszászy tekenden voor de renovatie, die van het gebouw een monument maakt: de zwarte overkapping aan de dakrand en de granieten zijwand met foto's van slachtoffers van het regime maken dat het gebouw in schril contrast staat tot de overige gebouwen in de buurt.

## Permanente tentoonstelling

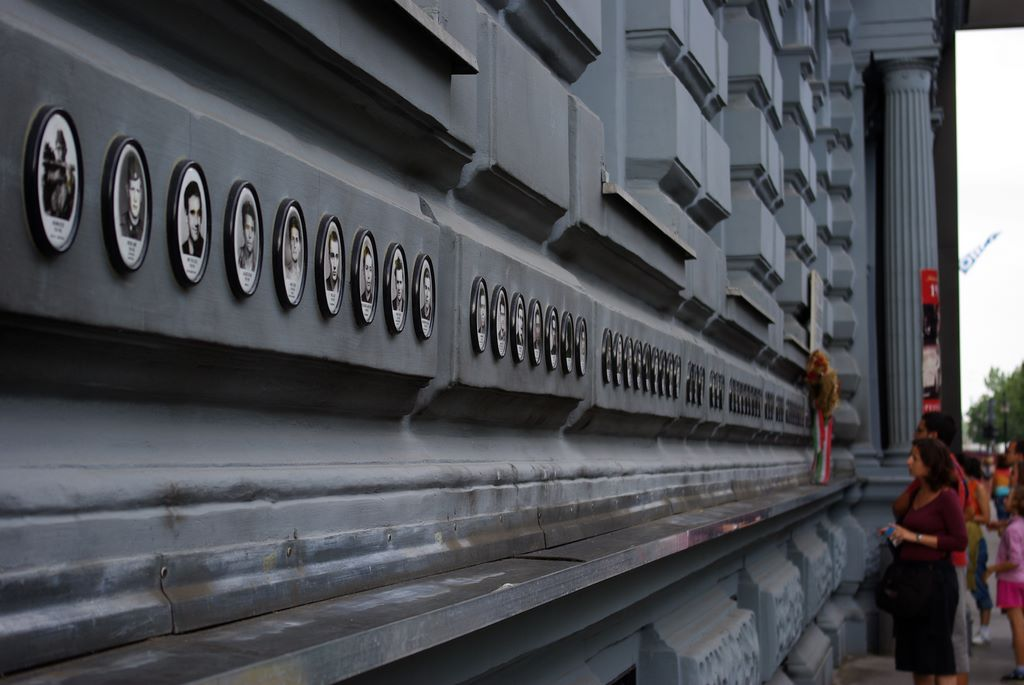
Slachtoffers met hun foto aan de gevel van het museum

De tentoonstelling bevat materiaal waarbij de relatie van Hongarije met nazi-Duitsland en de Sovjet-Unie ten tijde van het fascisme en het communisme worden getoond. De tentoonstelling bevat ook materiaal met betrekking tot de Partij van de Pijlkruisers en van het communistische ÁVH, vergelijkbaar met de KGB van de Sovjet-Unie.
In de kelderverdieping kan de bezoeker de cellen en folterruimtes bekijken die de ÁVH gebruikte om de wil van de gevangenen te breken.
In iedere tentoonstellingsruimte kan de bezoeker informatie opdoen in het Hongaars, het Engels en het Duits. Ook audiomateriaal is in deze talen beschikbaar. De achtergrondmuziek voor de expositie werd gecomponeerd door de voormalige leadzanger van Bonanza Banzai en geproduceerd door Ákos.
Bezoekers mogen binnen het gebouw noch fotograferen, noch filmen.